# Ekonomika Kypru
Ekonomika Kypru je definována Světovou bankou jakožto ekonomika s vysokým příjmem. Zároveň se Kypr objevil i na seznamu vyspělých zemí, který byl vydaný Mezinárodním měnovým fondem v roce 2001.
Od roku 1990 se Kypr snažil o vstup do Evropské unie, což mu společně s dalšími devíti zeměmi nakonec bylo umožněno o 14 let později. 1. ledna 2008 prohloubil Kypr svou úroveň evropské integrace a vstoupil do eurozóny. Tím přijal euro a nahradil tak svoji dosavadní měnu, kyperskou libru. Vláda použila tzv. big bang taktiku, kdy ihned začalo euro platit, nicméně do 31. ledna 2008 bylo stále možné užívat obě měny k transakci. Pevný směnný kurz byl ustanoven na €1 = 0,585274 CYP. Vstup do Evropské unie značně pomohl hospodářskému růstu ostrova.
Dnes se země orientuje převážně na turismus a sektor služeb, ve kterém bylo v roce 2019 zaměstnáno 80,6 % pracujícího obyvatelstva. Nachází se na 47. místě podle velikosti HDP na obyvatele.

## Vývoj ekonomiky Kypru ve 20. století
Do roku 1960 byl Kypr kolonií Spojeného království. Po jeho osamostatnění byla hospodářská situace na úrovni země třetího světa, se zaměřením převážně na zemědělství, které bylo nicméně charakterizováno kolísavým počasím a nízkou produktivitou. Vláda došla k závěru, že je zapotřebí plánování ekonomických cílů, aby se ekonomika posouvala a nestagnovala. Došlo k podpoře snah soukromého sektoru těchto cílů dosáhnout za pomoci legislativy.
Podobně jako v zemích východního bloku plánování probíhalo v tzv. pětiletkám, vláda nicméně podporovala volný trh. První pětiletka trvala od roku 1962 do roku 1967 a jejím cílem byly vyšší platy a cenová vyváženost, nižší nezaměstnanost a menší ekonomický rozdíl městských a venkovských území. Do druhého plánování se díky rostoucí ekonomice mohli zapojit i podnikatelé. Třetí plán zahrnoval i růst kulturní a sociální.
Během těchto 14 let došlo k obrovskému hospodářskému nárůstu v zemi. Kypr měl v roce 1973 vyšší úroveň života než většina jeho sousedů (kromě Izraele). Plánovaná ekonomika se vyplatila a byla velkým úspěchem. Podíl zemědělství na hrubém domácím produktu se v porovnání s rokem 1960 snížil na 17 %. Průmysl a služby si naopak polepšily, první z nich zvýšil svůj podíl na 25 % a druhý na 58 %.
Již od nezávislosti ovšem na ostrově panovalo národnostní napětí mezi Řeky a Turky. V roce 1974 nakonec došlo k okupaci dvou pětin ostrova Tureckem, což mělo devastující dopad na ekonomiku. HDP se propadlo o jednu třetinu a Řekové přišli o velkou část území, jež zahrnovalo i jediný hlubokomořský přístav Famagusta nebo mezinárodní letiště v Nikósii.
Vláda se rozhodla uchýlit k nouzovému dvouletému ekonomickému plánování. Během prvních dvou období (1975-1978) bylo primárním cílem pomoci uprchlíkům, kteří v té době žili v uprchlických táborech. Pomoc přišla v podobě založení programu pro pomoc s jejich usazením. Výsledky byly pozitivní a ekonomika se začala zvyšovat o 6 % ročně. Ačkoliv byla na konci 70. let pošramocena inflace kvůli ropným šokům, pomohlo se Kypru ekonomiku znovu rozběhnout.
Ekonomika od roku 1983 dále rostla. V letech 2012-2013 ovšem ostrov zasáhla velká ekonomická krize. Ta měla za následek, že Kypr málem zbankrotoval. Byl zařazen do programu tzv. Trojky, prostřednictvím čehož mu byla od tří mezinárodních institucí (Evropské komise, Evropské centrální banky a Mezinárodního měnového fondu) poskytnuta částka 10 miliard euro, ze kterých bude země čerpat nejméně do roku 2030. Na oplátku museli být zdaněny veškeré vklady nad 100 000 eur a jejich hodnota byla seškrtána téměř o čtyři pětiny jejich původní hodnoty. To poškodilo převážně ruské investory, které v té době měli na ostrově uloženo 20 miliard z celkových 68 miliard eur. První návrh současného zdanění vkladů do 100 000 eur byl odmítnut. Propad HDP se tehdy odhadoval na 23 %. Zároveň muselo dojít k rozdělení druhé největší banky Kypru Laiki Bank a jejímu následnému připojení k větší Bank of Cyprus.
Ekonomicky důležité jsou i následky brexitu, jelikož Kypr je součástí Commonwealthu a tím pádem je silně spjat s Velkou Británií.
Následky pandemie covidu-19 jsou zatím nejisté. Aktivní turismus je díky atraktivní lokalitě hlavním přínosem HDP. Podle všeho se v roce 2020 ale propadl až o 80 %. Také vývoz zboží zaregistroval mezi červencem a srpnem vysoké ztráty, přičemž nezaměstnanost v té době vzrostla. Predikce Mezinárodního měnového fondu vypovídají o poklesu 6,5 % HDP v roce 2020 a jeho následném růstu 5,6 % v roce 2021.

## Cestovní ruch
Cestovní ruch je pro Kypr důležitým sektorem ekonomiky, kultury a celkového rozvoje značky tohoto ostrovního státu. Díky více než 2 milionům turistům ročně je na světě 40. nejoblíbenější destinací. V přepočtu na jednoho obyvatele se však řadí na 17. místo. Příjemné klima, malebná scenérie, krásné pláže a četné historické a kulturní atrakce - to vše je vynikajícím základem pro další rozvoj cestovního ruchu. Toto odvětví bylo oceněno různými mezinárodními oceněními, od titulů jako jsou například Sustainable Destinations Global Top 100, VISION on Sustainable Tourism, Totem Tourism a Green Destination udělených Limassolu a Paphosu v prosinci 2014. Kypr se stal řádným členem Světové organizace cestovního ruchu, když byla založena v roce 1975. Podle indexu konkurenceschopnosti Světového ekonomického fóra v oblasti cestovního ruchu z roku 2019 se Kypr řadí na 44. místo, pokud jde o celkovou konkurenceschopnost. Z hlediska infrastruktury cestovního ruchu se Kypr ve vztahu k odvětví cestovního ruchu řadí na 1. místo na světě. Kyperská organizace má status polovládní organizace pověřené dohledem nad průmyslovými praktikami a propagací ostrova po celém světě.

## Nerostné bohatství Kypru
Průzkumy ukazují, že se ve východním Středomoří mezi Kyprem a Izraelem nachází více než 2,8 bilionů metrů krychlových zemního plynu, což je skoro roční spotřeba zemního plynu celého světa. V roce 2011 společnost Noble Energy odhadovala, že by se plynovod k podzemním ložiskům zemního plynu (Leviathan gas field) mohl dostat do provozu již v roce 2014 nebo 2015. V lednu roku 2012 oznámila Nobel Energy objevení zemního plynu. Přitáhlo to pozornost společností jako Shell, Delek a Avner jako partnerů. Bylo podepsáno několik smluv o průzkumu s mezinárodními společnostmi jako Eni, KOGAS, Total, ExxonMobil a Qatar Petroleum. Ale bude ještě zapotřebí vybudovat infrastrukturu pro těžbu a dopravu zemního plynu na Kypr, kde by proběhlo jeho zkapalnění a následný export.

## Obchod
V roce 2017 činila celková hodnota exportovaného zboží a služeb 2,8 miliard USD. Export tvořili hlavně citrusy, brambory, léčiva, cement a oblečení. Ve stejném období byla hodnota importovaného zboží a služeb okolo 8,7 miliard USD. Import tvořilo hlavně spotřební zboží, ropa a stroje..

## Zemědělství
V roce 2018 Kypr vyprodukoval:
- 106 tisíc tun brambor
- 37 tisíc tun mandarinek
- 23 tisíc tun hroznového vína
- 20 tisíc tun pomerančů
- 19 tisíc tun grapefruitů
- 19 tisíc tun oliv
- 18 tisíc tun pšenice
- 18 tisíc tun ječmene
- 15 tisíc tun rajčat
- 13 tisíc tun vodních melounů
- 10 tisíc tun melounů

A další produkty v menším množství.

## Spokojenost obyvatelstva
Ekonomické faktory jako jsou HDP a národní důchod silně souvisejí se štěstím obyvatelstva národu. Ve studii publikované v roce 2005 byli občané z několika různých zemí požádáni, aby na stupnici od 1 do 7 ohodnotili, jak šťastní nebo nešťastní jsou jakožto celek (Hodnocení: 1. Zcela šťastný, 2. Velmi šťastný, 3. Docela šťastný, 4. Ani šťastný ani nešťastný, 5. Docela nešťastný, 6. Velmi nešťastný, 7. Zcela nešťastný). Kypru vyšlo skóre 5,29. České republice vyšlo například skóre 5,03. Pokud jde o otázku, jak byli občané spokojeni se svým hlavním zaměstnáním, dosáhl Kypr skóre 5,36 (Hodnocení: 1. Zcela spokojen, 2. Velmi spokojen, 3. Docela spokojen, 4. Ani spokojen ani nespokojen, 5. Docela nespokojen, 6. Velmi nespokojen, 7. Zcela nespokojen). V jiném žebříčku světového štěstí z roku 2018 je Severní Kypr na 58. a Kypr na 61. místě. Tento žebříček hodnotí 156 zemí na základě jejich proměnných zahrnující příjem, průměrnou délku života, sociální podporu, svobodu, důvěru a velkorysost.